# Groupe de NGC 452
Le groupe de NGC 452 comprend plus d'une vingtaine de galaxies situées dans la constellation des Poissons. A.M. Garcia a publié en 1993 une liste de 22 galaxies appartenant à ce groupe. Un autre article publié par Abraham Mahtessian contient une liste de 14 galaxies pour ce groupe. Plusieurs de ces galaxies sont aussi membre de la chaine de galaxies Arp 331.
Le tableau ci-dessous liste les 22 galaxies du groupe dans l'ordre indiquées dans l'article de A.M. Garcia paru en 1993. Les galaxies qui sont aussi dans la liste d'Abraham Mahtessian sont marquées *. Deux des galaxies de la liste de Mahtessian qui ne sont pas dans celle de Garcia sont marquées **. Les galaxies NGC 380, NGC 384 et UGC 714 inscrites sur la liste de Mahtessian ne font probablement pas partie de ce groupe, car elles sont passablement plus rapprochées de la Voie lactée. D'ailleurs, selon A.M. Garcia, NGC 380 et NGC 384 en compagnie de la galaxie UGC 714 forment un groupe de galaxie, le groupe de NGC 380.
Enfin, trois autres galaxies (NGC 386, NGC 387 et NGC 388) de la chaine de galaxies Arp 331 occupent les dernières lignes du tableau en tant que membres probables, car elles sont dans la même région du ciel et à des distances semblables. La distance moyenne entre ce groupe et la Voie lactée est d'environ 70,0 Mpc (∼228 millions d'al).

## Membres
| Nom                      | Classification | Type                            | α (J2000.0)   | δ (J2000.0) | Vitesse radiale (km/s) | Magnitude apparente | Distance (Mpc) | Dimension (kal) |
| ------------------------ | -------------- | ------------------------------- | ------------- | ----------- | ---------------------- | ------------------- | -------------- | --------------- |
| UGC 657                  | Sm?            | Spirale magellanique            | 01h 03m 59.1s | 32° 57′ 49″ | 4966 ± 10              | 12,725 ± 0,008(NI)  | 68,9 ± 4,8     | 82              |
| NGC 382*                 | E?             | Elliptique                      | 01h 07m 23.9s | 32° 24′ 14″ | 5229 ± 20              | 13,2                | 72,8 ± 5,1     | 48              |
| NGC 383*                 | SA0-:          | Lenticulaire                    | 01h 07m 24.9s | 32° 24′ 45″ | 5098 ± 12              | 12,2                | 70,8 ± 5,0     | 126             |
| NGC 385*                 | SA0-:          | Lenticulaire                    | 01h 07m 27.2s | 32° 19′ 10″ | 4975 ± 20              | 13,0                | 69,0 ± 4,9     | 84              |
| NGC 399*                 | SBa?           | Spirale barrée                  | 01h 08m 59.2s | 32° 38′ 04″ | 5167 ± 20              | 13,5                | 71,9 ± 5,1     | 85              |
| NGC 403                  | S0/a?          | Lenticulaire                    | 01h 09m 14.1s | 32° 45′ 08″ | 5090 ± 11              | 12,5                | 70,7 ± 5,0     | 140             |
| UGC 7241                 | S              | Spirale                         | 01h 09m 59.4s | 32° 22′ 06″ | 5179 ± 5               | 13,61               | 72,0 ± 5,1     | 193             |
| UGC 743                  | Sa             | Spirale                         | 01h 11m 18.5s | 31° 53′ 19″ | 5229 ± 20              | 14,59               | 72,8 ± 5,1     | 107             |
| NGC 420*                 | S0?            | Lenticulaire                    | 01h 12m 09.6s | 32° 07′ 23″ | 5010 ± 10              | 12,1                | 69,6 ± 4,9     | 120             |
| NGC 443                  | (R)S0(r)a?     | Lenticulaire                    | 01h 15m 07.6s | 33° 22′ 38″ | 4785 ± 20              | 13,1                | 66,3 ± 4,7     | 59              |
| NGC 392                  | S0^-?          | Lenticulaire                    | 01h 08m 23.4s | 33° 08′ 01″ | 4692 ± 26              | 12,7                | 63,2 ± 4,4     | 98              |
| IC 1654*                 | (R)SB(r)a      | Spirale barrée                  | 01h 15m 11.9s | 30° 11′ 41″ | 4897 ± 10              | 13,2                | 67,9 ± 4,8     | 105             |
| NGC 444                  | Sd             | Spirale                         | 01h 15m 49.6s | 31° 04′ 49″ | 4839 ± 5               | 14,3                | 67,0 ± 4,7     | 104             |
| NGC 452*                 | SBab           | Spirale barrée                  | 01h 16m 14.8s | 31° 02′ 02″ | 4962 ± 5               | 12,5                | 68,9 ± 4,7     | 161             |
| IC 1618                  | S0             | Lenticulaire                    | 01h 05m 56.0s | 32° 24′ 44″ | 4719 ± 20              | 14,7                | 65,0 ± 4,6     | 51              |
| UGC 679                  | Sdm            | spirale magellanique            | 01h 07m 03.6s | 32° 23′ 22″ | 5110 ± 3               | 14,34               | 71,0 ± 5,0     | 73              |
| NGC 374                  | S0/a           | Lenticulaire                    | 01h 07m 05.8s | 32° 47′ 42″ | 5031 ± 29              | 13,5                | 69,8 ± 4,9     | 90              |
| NGC 388                  | E3?            | Elliptique                      | 01h 07m 47.1s | 32° 18′ 36″ | 5444 ± 20              | 14,3                | 75,9 ± 5,3     | 57              |
| UGC 697                  | SB?            | spirale barrée                  | 01h 08m 04.7s | 33° 27′ 12″ | 4700 ± 9               | 12,42 ± 0,26        | 65,0 ± 4,6     | 66              |
| NGC 410                  | E+             | Elliptique                      | 01h 10m 58.9s | 33° 09′ 07″ | 5294 ± 16              | 11,5                | 72,4 ± 5,1     | 174             |
| NGC 414                  | S0 pec?        | Paire de galaxies lenticulaires | 01h 11m 17.8s | 33° 06′ 46″ | 4730 ± ?               | 13,8                | 73,8 ± 5,2     | 58              |
| IC 1652*                 | S0a            | Lenticulaire                    | 01h 14m 56.2s | 31° 56′ 55″ | 5176 ± 30              | 13,5                | 72,0 ± 5,1     | 99              |
| IC 1666*                 | Scd            | Spirale                         | 01h 19m 53.4s | 32° 28′ 02″ | 4881 ± 4               | 13,5                | 67,8 ± 4,8     | 77              |
| NGC 379**                | S0             | Lenticulaire                    | 01h 07m 15.7s | 32° 31′ 13″ | 5578 ± 29              | 12,8                | 77,9 ± 5,5     | 95              |
| UGC 7141                 | S              | Spirale                         | 01h 09m 59.4s | 32° 22′ 06″ | 5179 ± 5               | 12,52               | 64,1 ± 4,5     | 75              |
| Autres membres probables |                |                                 |               |             |                        |                     |                |                 |
| NGC 386                  | E3?            | Elliptique                      | 01h 07m 31.3s | 32° 21′ 43″ | 5556 ± 20              | 14,3                | 77,6 ± 5,5     | 54              |
| NGC 387                  | E              | Elliptique                      | 01h 07m 33.0s | 32° 23′ 28″ | 4707 ± 23              | 15,5                | 65,1 ± 4,6     | 32              |
| NGC 388                  | E3?            | Elliptique                      | 01h 07m 47.1s | 32° 18′ 36″ | 5444 ± 20              | 14,3                | 75,9 ± 5,3     | 57              |

- 1Les galaxies UGC 714 et UGC 724 sont désignées comme étant 0106+3153 et 0107+3205 dans l'article de Mahtessian. Il s'agit d'une malheureuse notation abrégée pour les galaxies CGCG 0106.5+3153 et CGCG 0107.2+3205.

Le site DeepskyLog permet de trouver aisément les constellations des galaxies mentionnées dans ce tableau ou si elles ne s'y trouvent pas, l'outil du site constellation permet de le faire à l'aide des coordonnées de la galaxie. Sauf indication contraire, les données proviennent du site NASA/IPAC.